# Incestophantes kotulai
Incestophantes kotulai är en spindelart som först beskrevs av Kulczynski 1905.  Incestophantes kotulai ingår i släktet Incestophantes och familjen täckvävarspindlar. Inga underarter finns listade i Catalogue of Life.